# Paradiesgletscher
Paradiesgletscher – lodowiec o długości 3,5 km (2005 r.) i powierzchni 3,99 km² (1973 r.).
Lodowiec położony jest w Alpach Lepontyńskich w kantonie Gryzonia w Szwajcarii.